# Pelsőczi Kovács János
Pelsőczi Kovács János, Pelsőci (Pelsőc, Gömör vármegye, 1672. – Magyarigen, 1749. január 18.) református lelkész, az Erdélyi református egyházkerület püspöke 1748-tól a következő évben bekövetkezett haláláig.

## Élete
Tanulmányait szülővárosában, Pelsőcön, 1681-től Rimaszombatban, 1686-tól Debrecenben, azután Miskolcon, 1691-től Gyulafehérvárt végezte. Miután egy ideig segédlelkészkedett, 1697 őszén külföldre indult s ez évi december 24-én Odera-Frankfurtban, 1698 tavaszán az utrechti, 1699. február 28-án a leideni, 1699. szeptember 2-án pedig a franekeri egyetemre iratkozott be. 1700 őszén tért vissza hazájába, ahol előbb patronusának, Keresztesi Sámuelnek udvari papja, 1702 márciusában felsőszentmihályfalvi, két év múlva magyarigeni lelkész lett. 1717-ben a gyulafehérvári egyházmegye esperessé, 1740-ben az erdélyi református egyházkerület egyszersmind generális nótáriussá választotta. Mint ilyen 1748. november 27-én a püspökségre következett, de e tisztét nagyon kevés ideig viselhette, mert 1749. január 18-án meghalt Magyarigenben.

## Munkái
- Disputatio Theologica De Votivo Anathemate Pauli ad Rom. IX. vers. III. Parrs Prior. Qvam, ... Sub Praesidio D. Hermanni Witsii ... Publice ventilandam proponit ... Lugduni Batavorum, 1699
- Dissertationis Historico-Philologico-Theologicae, Tremendum Vindictae Divinae Monumentum, In Perennem Memoriam Ananiae Et Sapphirae, Actor Cap. V. vs. 1-12. miraculose erectum Exhibentis, pars Prior. Quam ... sub Praesidio ... Petri van Mastricht ... Publico Eruditorum Examini subjiciet ... Auctor & Resp. Trajecti ad Rehnum, 1699
- Halotti beszéd Bonyhai Simon György felett. Kolozsvár, 1738